# Don't Let Me Be the Last to Know
"Don't Let Me Be The Last To Know" (em português:  Não Me Deixe Ser A Última A Saber) é uma canção da cantora pop americana Britney Spears, presente em seu segundo álbum de inéditas, lançado em 2000, Oops!... I Did It Again. Foi lançada como single em 17 de Janiero de 2001 como o quarto e último single do álbum.  Foi escrita por Robert Lange, Keith Scott e Shania Twain; Lange também produziu a canção. Spears a gravou com seus vocais em Dezembro de 1999, no Lange Chateau na Suíça. A canção rendeu a Spears uma indicação no Nickelodeon Kids' Choice Awards em 2002, na categoria de "Melhor Canção".

## Videoclipe
O vídeo de Don't Let Me Be the Last to Know, foi dirigido por Herb Ritts. Foi gravado em Key Biscane, Flórida, e se tornou a oitava música de Spears com vídeo a conseguir ser enviado para realizar as retiradas para o programa Total Request Live na MTV.
O vídeo mostra Spears de biquíni e short na praia com o seu namorado, desta vez, interpretado pelo modelo francês Brice Durand. O vídeo começa com o casal em um hammock ao longo da praia, a jogar rapidamente e mostrar o seu amor, entre abraços e carícias. Também são mostradas cenas deles juntos em uma fogueira durante a noite. Ele também foi nomeado na Billboard Music Awards na categoria de Best Adult Contemporary Video.
Na época da gravação do clipe, a mãe de Spears, Lynne Spears, retirou várias cenas do clipe por ser “adulto” demais. O vídeo foi um sucesso, estreou em #1 na TRL, da MTV, uma posição que ocupou por duas semana.

## Recepção
"Don't Let Me Be the Last to Know" não foi disponibilizada comercialmente nos Estados Unidos, apesar de ter sido lançada nas rádios em Abril de 2001. Entretanto, devido a baixo airplay, a canção não apareceu em nenhum chart principal da Billboard. Já no Canadá, a canção atingiu a trigésima quarta posição no Canadian Singles Chart. A canção também atingiu a nona posição no Eurochart Hot 100 Singles. O single atingiu o Top 10 na Suíça e na Áustria, e teve um sucesso moderado em outros locais, atingindo o Top 20 no Reino Unido e na Alemanha. "Don't Let Me Be the Last to Know" teve um lançamento limitado na Austrália, onde foram produzidas e distribuidas apenas mil cópias físicas do single. Devido a isso, foi lançada no país uma edição do álbum Oops!... I Did It Again que inclui o single como disco bônus.

## Faixas
| - Japan CD Single 1. "Don't Let Me Be The Last To Know" — 3:50 2. "Don't Let Me Be The Last To Know" (Hex Hector Radio Mix) — 4:01 3. "Oops!... I Did It Again" (Rodney Jerkins Remix) — 3:07 4. "Lucky" (Jack D. Elliott Radio Mix) — 3:27 5. "Stronger" (Miguel 'Migs' Vocal Edit) — 3:42 6. "Oops!... I Did It Again" (Ospina's Deep Edit) — 3:24 7. "Oops!... I Did It Again" (Instrumental) — 3:30 | - European CD 1. "Don't Let Me Be The Last To Know" — 3:50 2. "Don't Let Me Be The Last To Know" (Hex Hector Radio Mix) — 4:01 3. "Don't Let Me Be The Last To Know" (Hex Hector Club Mix) — 10:12 4. "Stronger" (Mac Quayle Mixshow Edit) — 5:21 5. "Stronger" (Pablo La Rosa's Transformation) — 7:21 - The Singles Collection Boxset Single 1. "Don't Let Me Be The Last To Know" — 3:50 2. "Don't Let Me Be The Last To Know" (Hex Hector Radio Mix) — 4:01 |

## Charts
| Chart (2001)                     | Posição |
| -------------------------------- | ------- |
| Austrian Singles Chart           | 7       |
| Belgian Flemish Singles Chart    | 13      |
| Belgian Walloon Singles Chart    | 34      |
| Canadian Singles Chart           | 34      |
| Danish Singles Chart             | 14      |
| Dutch Singles Chart              | 21      |
| Eurochart Hot 100 Singles        | 9       |
| Finnish Singles Chart            | 17      |
| French SNEP Singles Chart        | 27      |
| German Singles Chart             | 12      |
| Irish Singles Chart              | 12      |
| Italian Singles Chart            | 22      |
| Norwegian Singles Chart          | 20      |
| Swedish Singles Chart            | 12      |
| Swiss Singles Chart              | 9       |
| UK Singles Chart                 | 12      |
| U.S. Billboard Top 40 Mainstream | 36      |